# Adalberone II di Stiria
Adalberone II (... – 1082) fu margravio di Stiria dal 1075 al 1082.

## Biografia
Era il figlio maggiore del margravio Ottocaro I di Stiria e di sua moglie Willibirg di Eppenstein, forse figlia del duca Adalberone di Carinzia della stirpe degli Eppenstein. Egli era dunque un membro della dinastia degli Ottocari. Succedette come margravio alla morte di suo padre nel 1075.
Come suo padre, Adalberone si schierò con l'imperatore Enrico IV nella feroce lotta per le investiture, che portò a uno scontro con il fratello minore Ottocaro II, alleato di papa Gregorio VII. Nel 1082 Adalberone fu infine costretto ad abdicare a favore di suo fratello, venendo però ucciso poco dopo.
| Controllo di autorità | VIAF (EN) 90982045 · CERL cnp01179164 · GND (DE) 138723796 |